# Теодезинда
Теодезинда (лат. Theodesindis, з.-фриз. Thiadsvind, нем. Theudesinda, фр. Thedesinda; первая половина 690-х — не ранее 714) — дочь короля Фризии Радбода, супруга Гримоальда Младшего.

## Биография
О Теодезинде сообщается в целом ряде раннесредневековых исторических источников, в том числе, в «Книге истории франков», хронике Продолжателей Фредегара, «Ранних Мецских анналах», «Хронике Муассака», «Liber Pontificalis» и в трудах Беды Достопочтенного.
Теодезинда, предположительно родившаяся в первой половине 690-х годов, была единственной дочерью правителя Фризского королевства Радбода. В 711 году она была выдана своим отцом замуж за члена рода Пипинидов Гримоальда Младшего, старшего сына франкского майордома Пипина Геристальского.
Брак Теодезинды и Гримоальда — один из немногих «иностранных браков», заключённых членами рода Арнульфингов-Пипинидов-Каролингов не с представительницами франкской знати. Вероятно, это был дипломатический брак, скреплявший заключение мира между Пипином Геристальским и Радбодом после целого ряда франкско-фризских конфликтов 690-х годов. Предполагается, что главным условием заключения мира было подчинение фризского правителя верховной власти Пипина Геристальского. Возможно, одним из пунктов мирного договора было согласие Радбода не препятствовать Виллиброрду в христианизации фризов. На это указывает то, что хотя сам правитель Фризского королевства остался язычником, его дочь, вероятно незадолго до вступления в брак, была крещена.
Известно, что единственным сыном Гримоальда Младшего был родившийся в 708 году Теодоальд. Согласно франкским анналам, его матерью была неназванная по имени конкубина майордома. Тем не менее, некоторые историки на основании ономастических исследований считают Теодоальда сыном Теодезинды. Однако это предположение ошибочно, и брак Гримоальда и Теодезинды был бездетным. Соответственно, вероятно, недостоверными являются и свидетельства средневековых хроник о том, что епископ Утрехта Радбод был потомком в шестом колене Гримоальда и Теодезинды.
Герцог Гримоальд, по поручению отца управлявший Бургундией и Шампанью, был убит фризом Рантгаром в апреле 714 года в Льеже, когда ехал к заболевшему отцу в Йопил (современный Жюпий-сюр-Мёз). Возможно, его убийца был сторонником разрыва мирных отношений между Радбодом и Пипином Геристальским. О дальнейшей судьбе Теодезинды сведений в исторических источниках не сохранилось.